# Achik Kourbani
 (juillet 2023).
Achik Kourbani (azéri : Aşiq Qurbani) était un achik azerbaïdjanais.

## Biographie
Achik Kourbani est né en 1477 dans le village de Diri (aujourd'hui sur le territoire du raion de Jabrayil en Azerbaïdjan). Il était un contemporain de Chah Ismail et peut avoir été son musicien de cour. Selon la tradition populaire, Kourbani est devenu achik grâce à une intervention divine dans un rêve. Dans le même rêve, il a vu une belle jeune fille le regarder dans un grand palais et un jardin. Il y avait deux anges tenant ses deux mains; l'un des anges avait mis un philtre d'amour dans sa main. Tout en essayant d'embrasser la fille victime, il a ouvert les yeux, mais s'est rendu compte que c'était un rêve. Ainsi, il tombe amoureux de la fille qui s'appelle Perizat (Peri). Cette tradition est à la base d'une célèbre histoire d'achik connue sous le nom de Kourbani et Peri.